# 大宮 (杉並區)
大宮（日语：／ Ōmiya */?）是東京都杉並區的町名。現行行政地名為大宮一丁目與二丁目。已實施住居表示。2013年10月1日為止的人口有3,680人。郵遞區號168-0061。

## 地理
大略在杉並區中央位置。町域東接堀之內，北接松之木。西北接成田東與成田西。西接濱田山。南與永福、和泉之間以方南通為界。町內主要為住宅地區。町域北部善福寺川旁有廣大的都立和田堀公園。河畔設有廣場、樹林，是區內保留較多綠地的地區。因町內有高千穗大學，也可見學生在此活動。

## 歷史

### 地名由來
地名來自於此地的大宮八幡宮。大宮八幡宮是知名的育兒、安產之神，參拜者眾多。

## 交通
町內沒有鐵路車站，可利用京王井之頭線西永福站。另也可利用方南通上的路線巴士。

## 設施
- 高千穗大學
- 杉並區立鄉土博物館
- 大宮八幡宮
- 鞍掛之松（鞍掛けの松）
- 和田堀公園

## 備註
1. ↑  .   [2013-10-19]. （原始内容存档于2013-10-22）.